# Heden, Lysekils kommun
Heden är en bebyggelse sydost om Brastad vid länsväg 162 i Brastads socken i Lysekils kommun. Från 2015 till 2023 avgränsade SCB här en småort. Vid avgränsningen 2023 klassades området som en del av tätorten Häggvall.